# (363505) 2003 UC20
(363505) 2003 UC20 ويعرف أيضًا باسم 2003 UC20 هو كويكب صخري من كويكبات آتن، عابر لمدار كوكب الزهرة اكتشف في 21 أكتوبر 2003 بواسطة بحث لنكولن عن الكويكبات القريبة من الأرض؛ وهو مشروع لناسا والقوات الجوية الأمريكية ومختبر لنكولن (التابع لمعهد ماساتشوستس للتقنية). وكحال جميع الكويكبات بشكل عام، هذا الكويكب تشكل من السديم الشمسي البدائي، في وقت لم يعد هناك مادة بما فيه الكفاية في السديم الشمسي الشباب ليتحول إلى كوكب.

## وصلات خارجية
- (363505) 2003 UC20 في قاعدة بيانات مختبر الدفع النفاث لأجرام النظام الشمسي الصغيرة

- الاكتشاف · مخطط المدار ·  العناصر المدارية · المعلمات المادية